# Françoise Nguele
Françoise Madeleine Nguele (30 de septiembre de 1980) es una deportista camerunesa que compitió en judo. Ganó una medalla de oro en los Juegos Panafricanos de 1999, y una medalla de oro en el Campeonato Africano de Judo de 2000.

## Palmarés internacional
| Juegos Panafricanos | Juegos Panafricanos       | Juegos Panafricanos | Juegos Panafricanos |
| Año                 | Lugar                     | Medalla             | Categoría           |
| ------------------- | ------------------------- | ------------------- | ------------------- |
| 1999                | Johannesburgo (Sudáfrica) | Medalla de oro      | –57 kg              |
| Campeonato Africano |                           |                     |                     |
| Año                 | Lugar                     | Medalla             | Categoría           |
| 2000                | Argel (Argelia)           | Medalla de oro      | –57 kg              |